# Ichneumon praeustus
Ichneumon praeustus är en stekelart som beskrevs av Gmelin 1790. Ichneumon praeustus ingår i släktet Ichneumon och familjen brokparasitsteklar. Inga underarter finns listade i Catalogue of Life.